# Anna Pavignano
Anna Pavignano (* 1955 in Borgomanero, Italien) ist eine italienische Schriftstellerin und Drehbuchautorin.

## Leben und Wirken
Anna Pavignano begann zunächst Medizin zu studieren, entschied sich aber schließlich zu einem Fachgebiet-Wechsel und startete ein Psychologiestudium. Mit 22 Jahren lernte sie bei der Aufzeichnung der RAI-Sendung Non stop - Ballata senza manovratore den Schauspieler Massimo Troisi kennen, der im Rahmen dieser Fernsehshow mit seiner dreiköpfigen Schauspielertruppe „La smorfia“ einige satirische Sketche zum besten gab. Anna Pavignano und Massimo Troisi wurden fortan nicht nur ein Liebespaar, sondern verschmolzen fortan zu einer künstlerischen Einheit: Als Troisi 1981 zum Film wechselte und dort sowohl als Schauspieler und Regisseur arbeitete, wurde Anna Pavignano mehrfach die Drehbuchautorin seiner Inszenierungen.
Als Troisi starb, hatte er soeben mit dem britischen Regisseur Michael Radford seinen größten Filmerfolg Der Postmann fertig gestellt, an dem Pavignano als eine von mehreren Autoren mitgewirkt hatte. Für die dort gezeigte Leistung erhielt sie, zusammen mit Troisi, Radford, Furio Scarpelli und Giacomo Scarpelli 1996 eine Oscar-Nominierung sowie eine weitere Nominierung für den BAFTA-Award. Der Tod Troisis bedeutete einen schweren Einschnitt in Anna Pavignanos Leben, und sie kehrte zunächst, bis zum Beginn des neuen Jahrtausends, dem Film den Rücken. 2001 nahm sie ihre Filmarbeit wieder auf und schrieb bevorzugt Manuskripte für Inszenierungen von Alessandro D’Alatri, in den 2010er Jahren aber auch erneut mehrfach für solche Radfords. Seit Mitte der 2000er Jahre wirkt Anna Pavignano auch als Schriftstellerin und hat bislang mehrere Romane vorgelegt. Mit ihrem Erstling Da domani mi alzo tardi arbeitete sie in halbbiografischer Weise die Beziehung mit Troisi auf.

## Filmografie
- 1981: Ricomincio da tre
- 1982: Eine Neapolitanische Geschichte (Scusate il ritardo)
- 1987: Die Wege des Herrn sind endlich (Le Vie del Signore sono finite)
- 1989: Passi d’amore
- 1990: Ma non per sempre
- 1991: Ich dachte, es war Liebe (Pensavo fosse amore invece era un calesse)
- 1994: Der Postmann (Il postino)
- 2002: Casomai – Trauen wir uns?! (Casomai)
- 2010: Sul mare
- 2013: Something Good: The Mercury Factor
- 2014: Elsa & Fred
- 2017: The Music of Silence (La musica del silenzio)
- 2019: I ragazzi dello Zecchino d’oro

## Werke (Auswahl)
- 2007: Da domani mi alzo tardi. ISBN 978-88-7641-766-5
- 2009: In bilico sul mare. ISBN 978-88-7641-852-5
- 2012: Una cosa che ti scoppia nel cuore
- 2012: Venezia, un sogno
- 2013: Tutto quello che vorrei. ISBN 978-88-477-2964-3
- 2017: La Svedese